# Claude Henrion

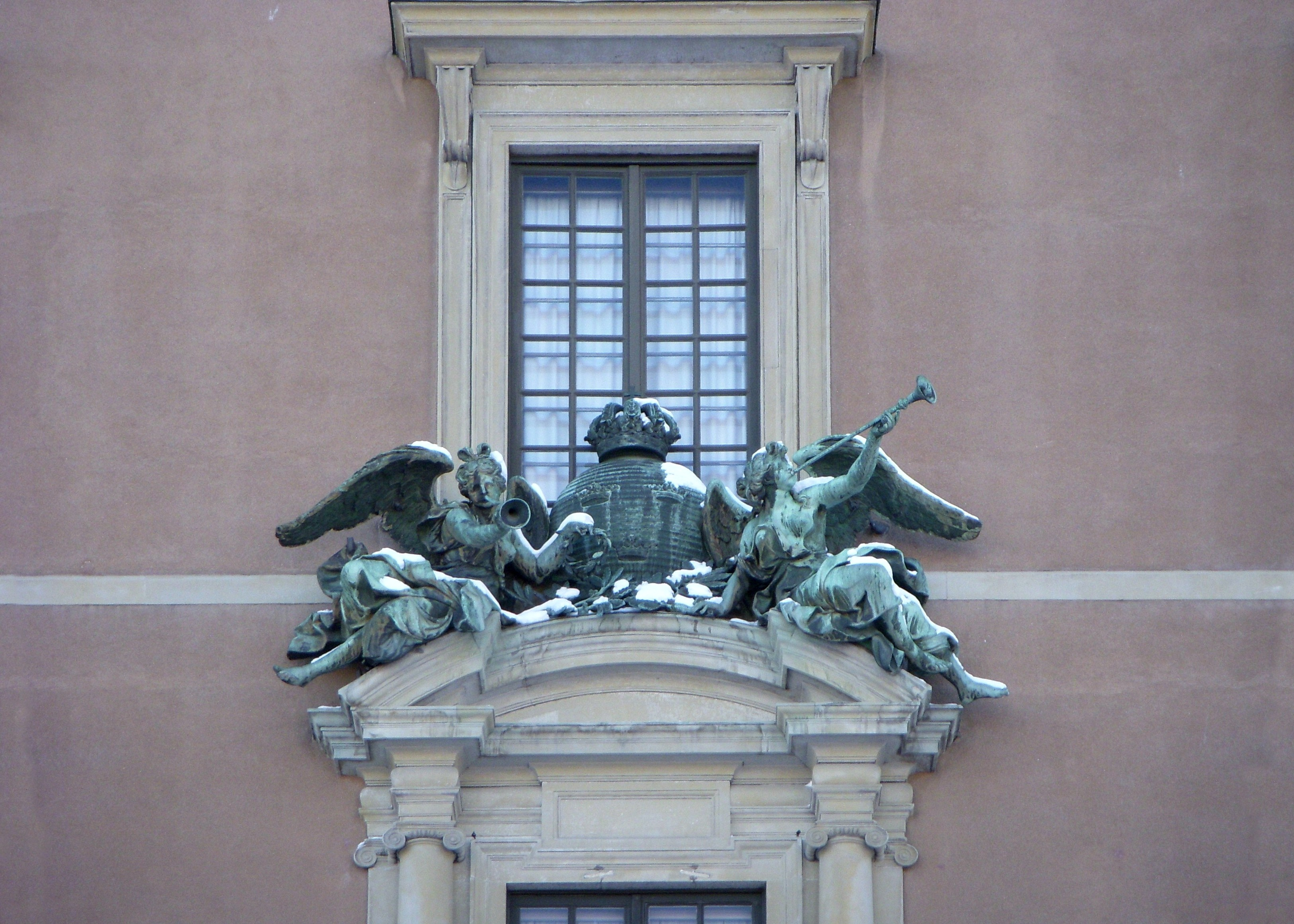
Renomégruppen på Stockholms slott.

Claude Henrion, född (okänd), död 1710 i Stockholm, var en fransk konstnär och skulptör  verksam i Sverige kring sekelskiftet 1700.
Han kom till Stockholm sommaren 1694 tillsammans i en grupp av flera andra franska konstnärer, bland dem Jacques Foucquet (son till Bernard Foucquet d.ä.) på inbjudan av Nicodemus Tessin d.y.
Tessin behövde konstnärer för planerade monumentala historiska och allegoriska arbeten vid det dåvarande slottet Tre Kronor. Stora delar av det gamla slottet brann ner tre år senare vid slottsbranden 1697, och Henrions arbete inriktade sig därefter på byggnaden av det nya Stockholms slott.
För Stockholms slott skapade han bland annat en figurgrupp över Bernadottegalleriets balkongdörr. Gruppen visar Svenska riksvapnet "Tre Kronor" vilket bärs upp av två renoméer (ryktets gudinnor). Själva riksvapnet och änglarnas vingar är gjorda av Claude Henrion medan resten av renomégruppen är gjord av Bernard Foucquet. De är gjutna i brons 1704 men kom upp först 1814.
Claude Henrion utförde 1696 även sniderierna på läktarna och allt bildhuggeri kring orgelverket i gamla slottskyrkan. Denna den tidigaste Tessinska inredningen i den nya norra längan skadades 1697 av den stora slottsbranden.

### Fotnoter
1. ↑  ”Stockholm Old Town: Slottets valv och trappor”. Arkiverad från originalet den 12 maj 2011. https://web.archive.org/web/20110512015240/http://www.stockholmoldtown.se/attveta.php?id=attvetaslottet. Läst 20 februari 2011.
2. ↑  Projekt Runeberg, Svensk Tidskrift 1925